# Macropeza semiflava
Macropeza semiflava är en tvåvingeart som beskrevs av Jean-Jacques Kieffer 1913. Macropeza semiflava ingår i släktet Macropeza och familjen svidknott. Inga underarter finns listade i Catalogue of Life.